# Björn Svedberg
Björn Magnus Ivar Svedberg, född 4 juli 1937, är en svensk civilingenjör och tidigare företagsledare. Svedberg var verkställande direktör för Ericsson 1977–1990 och VD för S-E-Banken 1992–1997.

## Ericsson
Svedberg anställdes i Ericsson direkt efter sin civilingenjörsexamen från KTH år 1962. År 1962–1966 arbetade han som extra lärare inom ämnet Autoteleteknik på SSTA (Stockholm Stads Tekniska Aftonskola) som utbildade ingenjörer inom alla tekniska ämnesområden under 10 terminer (5-årig kvällsundervisning).
Svedberg deltog i utvecklingen av AXE-systemet. 
Den 1 juli 1977 utnämndes Svedberg till verkställande direktör och koncernchef för Ericsson.
I början av 1980-talet bestämde sig Ericssons ledning för att satsa på datorer, terminaler och hela informationssystem till kontor under namnet Ericsson Information Systems. Denna satsning kom att kosta företaget flera miljarder. Produkterna var inte tillräckligt väl utvecklade och uppköpen av Datasaab och Facit visade sig ha varit förhastade. Från 1985 till 1988 genomfördes en stor omorganisation i Ericsson, då personalstyrkan minskades kraftigt och stora delar av bolaget såldes. Ericsson Information Systems såldes till Nokia.
Svedberg har senare berättat att då krisen i Ericsson var över, sade han till styrelseordföranden Hans Werthén att "det här var en alldeles otrolig managementutbildning". Werthén svarade "Ja, men dyr. Gör inte om det en gång till!". Företaget återgick därefter till att koncentrera sig på utveckling och försäljning av AXE-systemen och 1989 hade Ericssons kris vänts till framgång under Svedbergs ledning. Den allt hårdare satsningen på mobiltelefoni började nu också ge resultat.
Svedberg avgick 1990 som verkställande direktör och var sedan styrelseordförande 1990–1998.

## S-E-Banken
Efter att dåvarande S-E-Banken redovisat kreditförluster på 2,5 miljarder kronor under 1992 års fyra första månader lämnade Bo Ramfors posten som VD och koncernchef. Överraskande, eftersom han saknade erfarenhet från bankverksamhet, tillträdde Svedberg i augusti 1992 posten som ny vd och koncernchef.
Den 18 februari 1993 offentliggjordes att bankens kreditförluster under 1992 uppgick till 10,9 miljarder kronor och att rörelseförlusten blev 5,3 miljarder kronor. Aktieutdelning slopades och banken sökte formellt statligt stöd. Den 17 augusti 1993 undertecknade Svedberg ett brev till bankstödsnämnden där bankens ansökan om statligt stöd drogs tillbaka.
När Svedberg lämnade sin tjänst i april 1997 meddelade han att han inte tänkte fortsätta med bankverksamhet utan ägna sig åt industriell verksamhet. Svedberg efterträddes av Jacob Wallenberg.

## Övriga uppdrag
Svedberg har varit styrelseledamot i bland annat ABB, STORA, Volvo och Investor. Sedan 1979 är han ledamot av Ingenjörsvetenskapsakademien.

## Utmärkelser
Björn Svedberg mottog 1998 Ekonomiska forskningsinstitutet vid Handelshögskolan i Stockholms årliga pris, kallat SSE Research Award (tidigare EFI Research Award) till personer som "aktivt bidragit till att skapa goda förutsättningar för forskning inom de administrativa och ekonomiska vetenskaperna"